# Гарсия Берланга, Луис
Луи́с Гарси́я Берла́нга Марти́ (исп. Luis García Berlanga Martí, 12 июня 1921, Валенсия, Испания — 13 ноября 2010, Мадрид, Испания) — испанский режиссёр и сценарист.

## Биография
Образование получил в Валенсийском университете и в Швейцарии.
В юности он поступил в Голубую дивизию на Восточном фронте Второй мировой войны, чтобы избежать казни своего отца как политика-республиканца.
В юности он присоединился к Голубой дивизии, чтобы избежать политических репрессий за должность гражданского губернатора, которую его отец занимал в Аликанте во времена Испанской республики.
В 1990 году Луис сам признает, что пошел в армию потому, что многие из его друзей были видными молодыми членами Фаланги. О его синей идеологии тех лет имеется много свидетельств от дивизионистов, которые делили с ним окопы в России, таких как, например, Хосе Луис Амадор де лос Риос.
В марте 1943 года он получил премию «Луиса Фустера», присуждаемую SEU - университетским союзом фалангистов - Валенсии за свою статью, опубликованную в агитационном бюллетене «Голубой дивизии», под названием «Фрагменты весны». Он написал:
[...] На телеге, телеге с ветхими колесами и скрипящими осями, освещенной вечно освещенной степью, мы вчера отвезли его тело в Моторово и в его саду, головой в сторону Испании, похоронили его... Ушли религиозные медали, белый лебедь на синей рубашке и альпийские розы, которые подарил ему немецкий студент. Однако он оставил нам антологию хорошей смерти и высокомерной позиции перед лицом непоправимого. Земля упала на его тело, и молчаливое желание борьбы охватило нас. Таким образом, не крича, мы продолжали, все более и более ускоряясь, марш к пределам нашего сознания. Да, трупы фалангистов кровоточат, но эта кровь входит в вены тех из нас, кто остался, чтобы омолодить наш импульс. [...] 
В молодости он решил изучать право, а затем философию и литературу, но позже, в 1947 году, изменил свое призвание и поступил в Институт исследований и кинематографического опыта Мадрида, где снял свои первые короткометражные фильмы.
В институте он знакомится с Х. А. Бардемом, с которым в 1948 г. выпускает документальный фильм «Прогулка по старинной войне» (Paseo por una guerra antigua). В 1951 г. по совместному сценарию они ставят ленту «Эта счастливая пара» (Esa pareja feliz, 1951).
Успех к кинематографистам пришёл после выхода на экраны фильма «Добро пожаловать, мистер Маршалл» (Bienvenido Mr. Marshall, 1952, премия в Канне), в котором в сатирической форме изображено преклонение испанской элиты перед американцами. Во времена диктатуры Франко, несмотря на жесточайшую цензуру, Берланга смог снять такие всемирно известные фильмы, как «Добро пожаловать, мистер Маршалл», «Пла́сидо», «Палач», ставшие непревзойдёнными образцами сатиры на испанское общество того времени. Наиболее значительной работой режиссёра считается фильм «Палач» (El verdugo, 1963), отображающий в гротескно-фарсовой манере конформизм и слабость личности во франкистской Испании.
В 1970—1980-е гг. возвращается к сатирическому жанру, изображая деградацию высших кругов страны, осознание личностью своего бессилия и социального одиночества, моральные и социальные комплексы испанского общества: «Да здравствуют жених и невеста» (¡Vivan los novios!, 1970); «В натуральную величину» (Tamaño natural/Love Doll/Life Size, 1974); «Национальное ружье» (La escopeta nacional, 1978); «Национальное достояние» (Patrimonio nacional, 1981); «Национальное III» (Nacional III, 1982); «Коровенка» (La vaquilla, 1985).
Работы режиссёра неоднократно выдвигались на премию «Оскар». На родине он был удостоен Премии Принца Астурийского (1986), Премии «Гойя» за лучшую режиссуру (1993), Национальной премии кинематографа и Золотой медали изящных искусств. В мае 2010 г. в его честь был назван новый кинотеатр в Мадриде.
Лауреат Каннского кинофестиваля в номинации «Лучший комедийный фильм» (1953) за «Добро пожаловать, мистер Маршалл».

## Полнометражные
- 1951 — Эта счастливая пара / Esa pareja feliz (совместно с Хуаном Антонио Бардемом)
- 1953 — Добро пожаловать, мистер Маршалл / Bienvenido, Mister Marshall
- 1954 — Жених в поле зрения / Novio a la vista
- 1956 — Калабуч / Calabuch
- 1957 — Чудо по четвергам / Los jueves, milagro
- 1961 — Пласидо / Plácido
- 1963 — Палач / El verdugo
- 1967 — Пираньи / Las pirañas (La boutique)
- 1970 — Да здравствуют жених и невеста / ¡Vivan los novios!
- 1973 — В натуральную величину / Tamaño natural («Grandeur nature», 1973)
- 1978 — Национальное ружьё/ La escopeta nacional
- 1981 — Национальное достояние / Patrimonio nacional
- 1982 — Национальное III / Nacional III
- 1985 — Коровёнка / La vaquilla
- 1987 — Мавры и христиане / Moros y cristianos
- 1993 — Все в тюрьму / Todos a la cárcel
- 1999 — Париж — Томбукту / París-Tombuctú